# Hechos 25

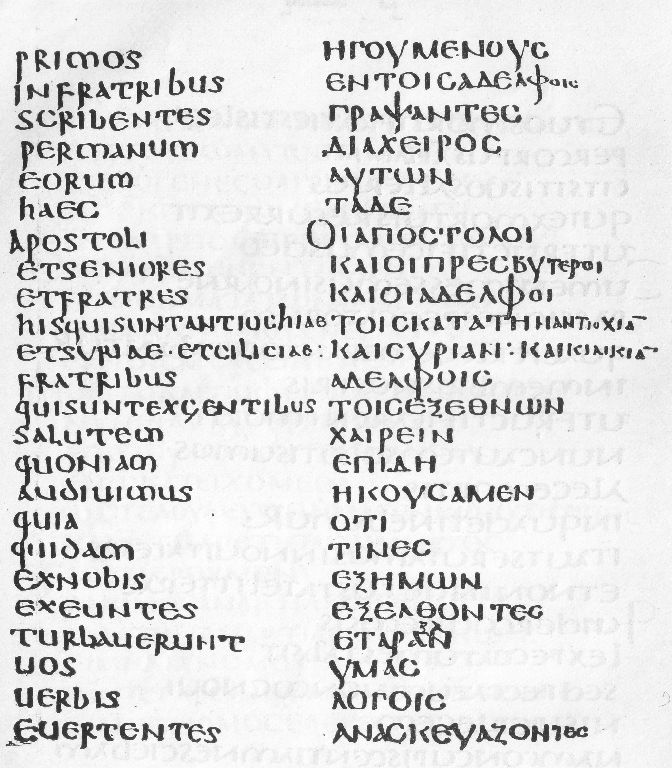
Hechos 15:22-24 en latín (columna izquierda) y griego (columna derecha) en el Codex Laudianus, escrito hacia el año 550 d.C.

Hechos 25 es el vigésimo quinto capítulo de los Hechos de los Apóstoles del Nuevo Testamento de la  BibliaCristiana. Registra el período de encarcelamiento de Pablo en Caesarea. El autor del libro que contiene este capítulo es anónimo, pero la tradición cristiana primitiva afirmó uniformemente que Lucas compuso este libro así como el Evangelio de Lucas.

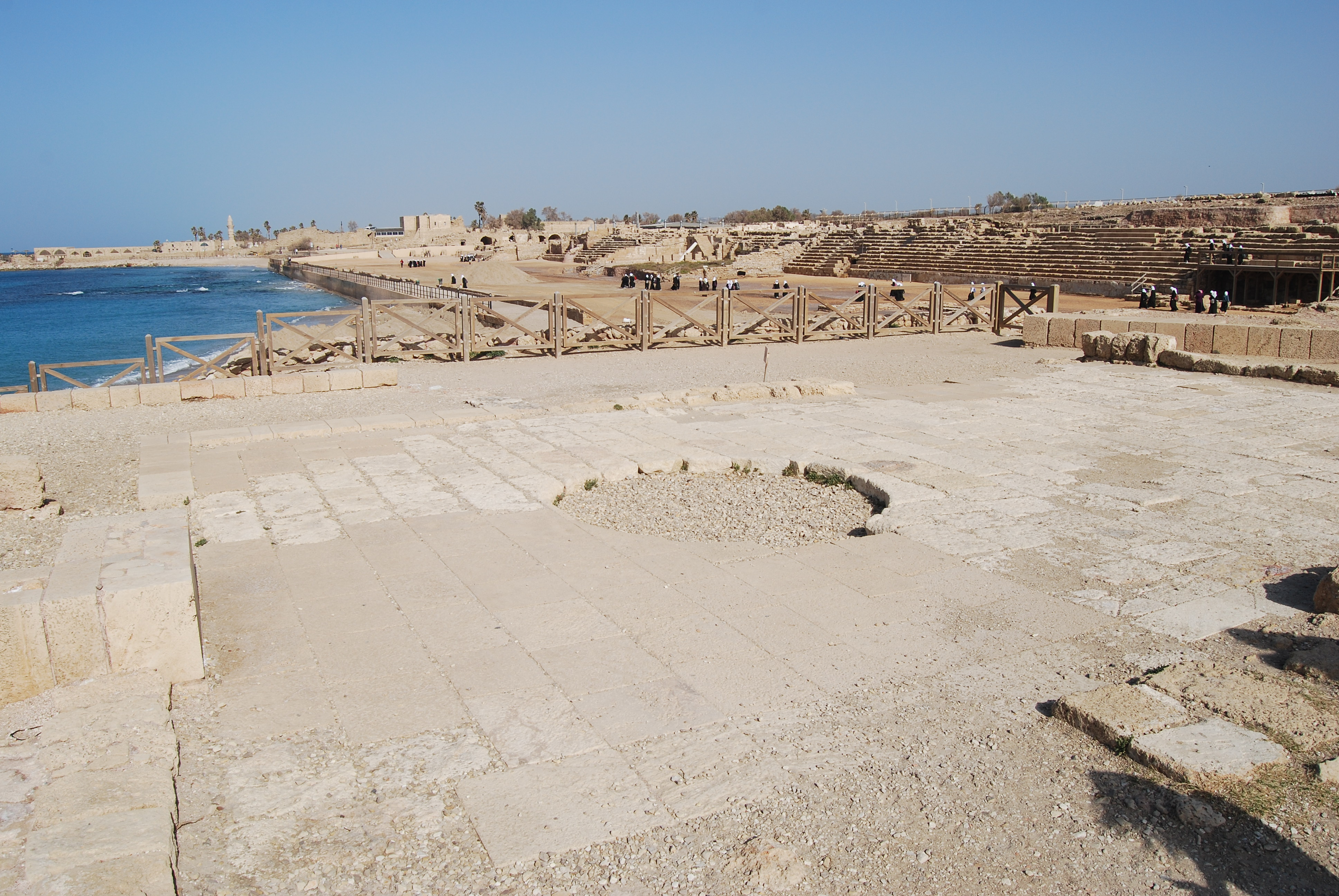
Sitio en Cesarea que se afirma fue el lugar del juicio de Pablo

.

## Texto
El texto original fue escrito en griego koiné. Este capítulo está dividido en 27 versículos.

### Testigos textuales
Algunos Manuscritos bíblicos#Manuscritos del Nuevo Testamento tempranos que contienen el texto de este capítulo son:
- Codex Vaticanus (325-350 d. C.)
- Codex Sinaiticus (330-360)
- Codex Bezae (c. 400)
- Codex Alexandrinus (400-440)
- Codex Ephraemi Rescriptus (c. 450)
- Codex Laudianus (c. 550)

## Localizaciones
Los acontecimientos de este capítulo tuvieron lugar en Cesarea y Jerusalén.

## Pablo apela al César (versículos 1-12)

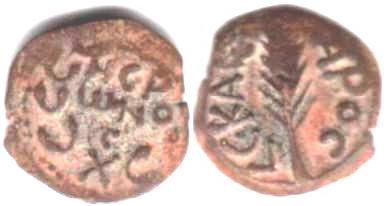
Pruta de bronce acuñada por Porcio Festo en el quinto año de Nerón (58/59 d. C.)

Porcio Festo fue procurador de la provincia de Judea después de Antonio Félix, según confirma el historiador del siglo I Josefo (La guerra judía 2.271; Antigüedades 20.182-8). Se desconoce su tiempo exacto en el cargo, siendo la fecha más temprana propuesta para el inicio de su mandato hacia 55-6 d. C., mientras que la más tardía es 61 d. C., pero la mayoría de los eruditos optan por una fecha entre 58 y 60, basada en un cambio en la acuñación provincial de Judea atestiguado para el quinto año de Nerón apunta al 59 d. C. 
Festo estaba ansioso por limpiar los problemas dejados por su predecesor, así como por evitar cualquier acción que obligara a la comunidad judía de Cesarea a enviar una delegación a Roma quejándose de las «fechorías de Félix contra los judíos» Por lo tanto, al mantener una buena relación con las autoridades judías (Versículos 2, 9) y al actuar con toda corrección en relación con Roma, es comprensible la decisión de Festo de remitir el caso a Roma (al César como tribunal final de apelación para los provinciales).

### Versículo 12
Entonces Festo, tras consultar con el consejo, respondió: «¿Habéis apelado al César? Al César iréis!

## Comentario a los versículos 1-10
La corrupción de Félix se pone de manifiesto poco antes, y el proceso de Pablo continúa con su sucesor, Porcio Festo. Fuentes históricas indican que Festo fue un buen gobernador durante los dos o tres años que ejerció en Judea, hasta su muerte en el año 62. Esta imparcialidad de Festo se sugiere en el texto bíblico, ya que no cede el juicio de Pablo al tribunal judío, aunque accede a incluir al Sanedrín en el proceso por prudencia política. Festo tenía la facultad de utilizar al Sanedrín como consilium, lo que explica su invitación a Pablo para ser juzgado en Jerusalén, una propuesta que en realidad era una decisión ya tomada.
Sin embargo, Pablo, al percibir que este juicio en Jerusalén sería desfavorable, apela al César. Este derecho de apelación (provocatio) estaba profundamente arraigado en la mentalidad romana, permitiendo a los ciudadanos recurrir a la autoridad máxima cuando creían que un magistrado había abusado de su poder coercitivo. No debe confundirse esta apelación con la impugnación de sentencias (appellatio), ya que Pablo aún no había sido condenado. Este recurso legal, previsto por la providencia, facilita el cumplimiento de la misión que Dios le había encomendado, tal como el Señor le había anunciado.

Apela al César y corre hacia Roma para insistir por más tiempo aún en la predicación, de modo que pueda ir a Cristo coronado con los muchos que van a creer ahora y con todos los demás.'

## Agripa y Berenice (Versículos 13-27)
Pablo estaba casi listo para el último viaje a Roma, ya que Festo había aceptado trasladar su caso a Roma (versículo 12), pero Pablo tuvo una oportunidad más de hacer una defensa de su caso ante el rey judío Herodes Agripa II y su hermana Bernice (versículo 13), con motivo de la visita de Agripa a Festo, y de la necesidad de Festo de la pericia del rey para redactar su informe sobre el caso (versículo 27).  Josefo registra que Agripa II (el hijo de Herodes Agripa I en Hechos 12; Josefo, La guerra judía, 2.247, 252) era un «importante negociador de poder, tanto con Roma como con la comunidad judía en todo el mundo» (La guerra judía, 2.245, Antigüedades 20. 135), actuando como portavoz de una delegación judía en Roma unos años antes, y mantenía una buena relación con Tiberio Julio Alejandro, prefecto de Egipto (Josefo, La guerra judía, 2.309), que había sido procurador de Judea y cuñado de Berenice. Berenice era hermana de Agripa (y también de Drusila, esposa de Félix), actualmente viuda y viviendo en la corte de su hermano (Josefo, Antigüedades 20.145) y tomando parte activa en los asuntos judíos (Josefo, La guerra judía, 2.344). El fracaso romano a la hora de encontrar un caso contra Pablo (Versículos 14-27) y la propia autodefensa de Pablo (26:1-29) ante Agripa II se establecen para 'demostrar el cumplimiento de la profecía de que Pablo tendría que testificar «ante reyes» (Hechos 9:15)'.

### Versículo 27
[Festo le dijo a Agripa:] «Pues no me parece razonable enviar a un prisionero y no especificar los cargos que se le imputan»'

## Comentario a los versículos 13-27
Herodes Agripa II, hijo de Herodes Agripa I y biznieto de Herodes el Grande, nació en el año 27. Al igual que su padre, mantuvo el favor de Roma, lo que le permitió gobernar varios territorios al norte de Palestina con el título de rey. Su hermana era Berenice. Las palabras del gobernador Festo, en sus intercambios con Agripa (vv. 14-21; 24-27), dejan claro que las acusaciones contra Pablo carecían de fundamento. La respuesta de Agripa en el versículo 22 recuerda a su bisabuelo, Herodes Antipas, quien también había deseado ver a Jesús. Los estudiosos han destacado la acción providencial en el desarrollo de este proceso, en el que cada acontecimiento parece estar guiado hacia el cumplimiento de un propósito mayor.

La conversación con el gobernador hace nacer en el corazón de Agripa un vivo deseo de oír a Pablo, y Festo le concede esta satisfacción (…). Tal es el efecto de todas las maquinaciones urdidas contra él. Sin ellas ningún juez se habría dignado escuchar semejantes cosas y nadie le habría atendido con esta gran calma y este profundo silencio.